# Frederick Hibbins
Frederick Newton Hibbins (né le 23 mars 1890 à Stamford et décédé en 1969 dans la même ville) est un athlète britannique spécialiste du fond. Son club était le Thrapston & District Harriers & Athletic Club

## Biographie

### Palmarès
| Date | Compétition           | Lieu      | Résultat | Épreuve          | Performance   |
| ---- | --------------------- | --------- | -------- | ---------------- | ------------- |
| 1912 | Jeux olympiques d'été | Stockholm | 15e      | Cross individuel | 49 min 18 s 2 |
| 1912 | Jeux olympiques d'été | Stockholm | 3e       | Cross par équipe | 49 pts        |

### Records
| Épreuve      | Performance   | Lieu | Date |
| ------------ | ------------- | ---- | ---- |
| 5 000 mètres | 15 min 27 s 6 |      | 1912 |